# Big & Rich

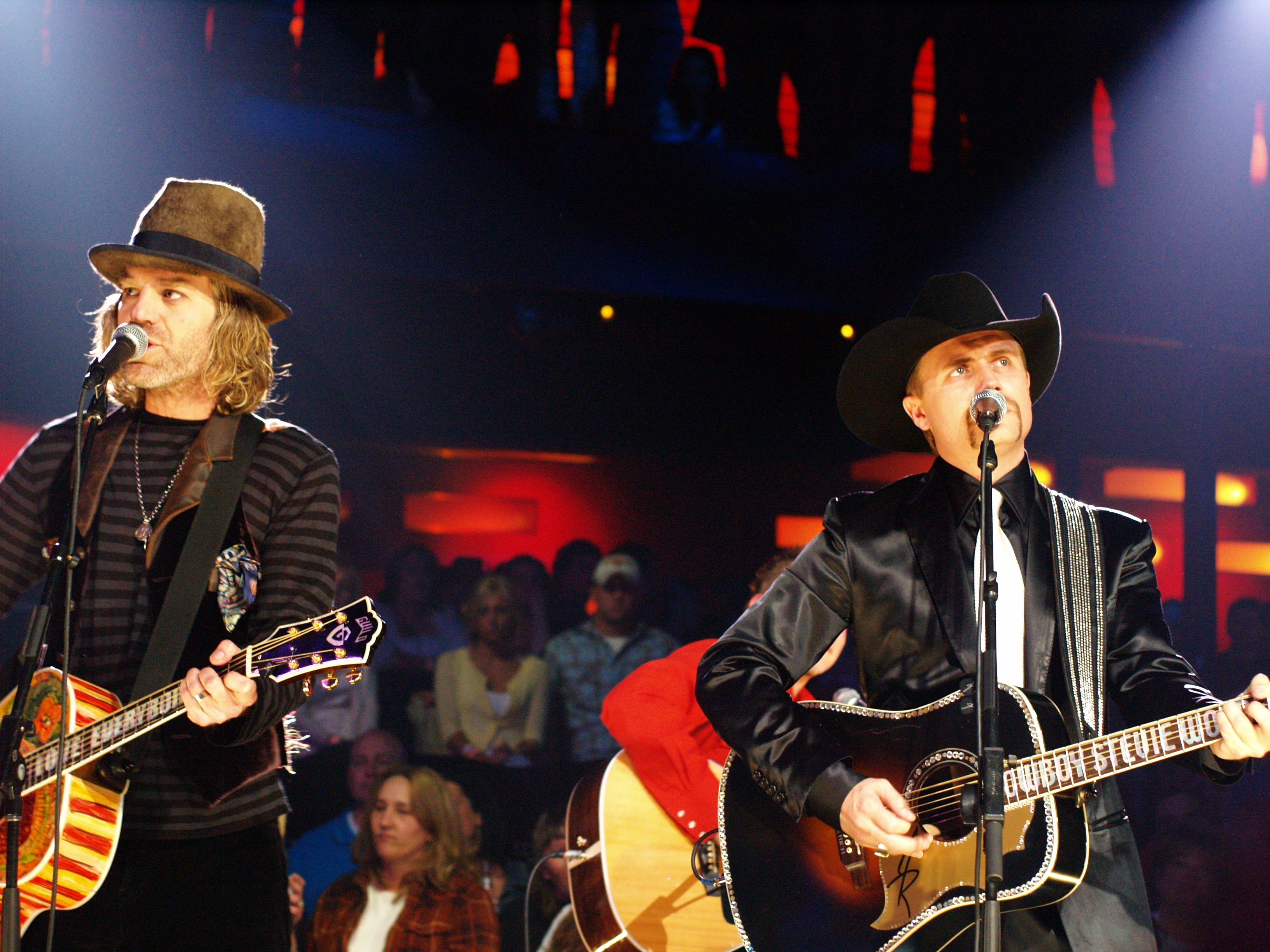
Big Kenny (links) und John Rich (rechts)

Big & Rich sind ein US-amerikanisches Countryduo, bestehend aus Big Kenny und John Rich. Neben ihrer eigenen Karriere sind sie auch als Songwriter und Produzenten für andere Musiker tätig.

## Bandgeschichte
Nach seinem Abschied 1998 von der Band Lonestar schloss sich John Rich mit dem Songwriter Big Kenny Alphin zusammen. Sie gründeten die Liveband MuzikMafia, arbeiteten aber vor allem als Songwriter und Produzenten. Ihre Zusammenarbeit mit Martina McBride führte dazu, dass sie selbst 2003 einen Plattenvertrag mit Warner Music unterschrieben und im Jahr darauf als Big & Rich die Single Wild West Show veröffentlichten. Auf Anhieb kamen sie damit nicht nur in die Country-, sondern auch in die offiziellen Singlecharts. Ihre innovative Mischung von rockiger Countrymusik mit klassischen Rapeinlagen machte das folgende Debütalbum Horse of a Different Color zu einem großen Erfolg. Es erreichte Platz 1 der Countrycharts und hielt sich zwei Jahre lang in der Hitliste. Fast ebenso lange blieb es in den offiziellen Billboard 200 und wurde am Ende mit Doppelplatin ausgezeichnet. Die folgenden beiden Alben Comin’ to Your City und Between Raising Hell and Amazing Grace konnten das Ergebnis nicht wiederholen, waren aber immer noch sehr erfolgreich. Sie erreichten Topplatzierungen in den Country- und Top-10-Plätze in den offiziellen Charts und hohe Verkaufszahlen. Ihr größter Singlehit war Lost in This Moment, der 2007 Platz 1 der Countrycharts erreichte und in die Top 40 der offiziellen Charts vorstieß.
Ende der 2000er Jahre nahmen die beiden eine Auszeit von der gemeinsamen Band und widmeten sich Soloveröffentlichungen. Erst 2011 machten sie wieder gemeinsame Aufnahmen, und mit dem vierten Studioalbum Hillbilly Jedi setzten sie ihre erfolgreiche Karriere fort. Zwar erreichten sie nicht mehr ganz die Platzierungen des vorhergehenden Jahrzehnts, aber mit diesem und den beiden folgenden Alben Gravity (2014) und Did It for the Party (2017) waren sie noch immer in den Top 10 der Country- und den Top 50 der offiziellen Albumcharts vertreten.

## Diskografie

### Alben
| Jahr | Titel                                  | Höchstplatzierung, Gesamtwochen, AuszeichnungChartplatzierungen (Jahr, Titel, Platzierungen, Wochen, Auszeichnungen, Anmerkungen) | Höchstplatzierung, Gesamtwochen, AuszeichnungChartplatzierungen (Jahr, Titel, Platzierungen, Wochen, Auszeichnungen, Anmerkungen) | Anmerkungen   |
| Jahr | Titel                                  | US | Country | Anmerkungen   |
| ---- | -------------------------------------- | --- | --- | ------------- |
| 2004 | Horse of a Different Color             | US6 ×2Doppelplatin · (99 Wo.)US                                                                                                   | Country1 (104 Wo.)Country |               |
| 2004 | Big & Rich’s Super Galactic Fan Pak    | US90 Platin · (8 Wo.)US | Country17 (10 Wo.)Country | EP            |
| 2005 | Comin’ to Your City                    | US7 Platin · (39 Wo.)US | Country3 (97 Wo.)Country |               |
| 2007 | Between Raising Hell and Amazing Grace | US6 Gold · (28 Wo.)US | Country1 (69 Wo.)Country |               |
| 2008 | Big & Rich’s Super Galactic Fan Pak 2  | — | Country54 (1 Wo.)Country | EP            |
| 2009 | Greatest Hits                          | US148 (2 Wo.)US | Country27 (46 Wo.)Country | Best-of-Album |
| 2012 | That’s Why I Pray                      | — | Country48 (8 Wo.)Country | EP            |
| 2012 | Hillbilly Jedi                         | US25 (5 Wo.)US | Country4 (21 Wo.)Country |               |
| 2014 | Gravity                                | US51 (2 Wo.)US | Country8 (10 Wo.)Country |               |
| 2017 | Did It for the Party                   | US9 (1 Wo.)US | Country2 (3 Wo.)Country |               |

### Singles
| Jahr | Titel Album                                                        | Höchstplatzierung, Gesamtwochen, AuszeichnungChartplatzierungen (Jahr, Titel, Album, Platzierungen, Wochen, Auszeichnungen, Anmerkungen) | Höchstplatzierung, Gesamtwochen, AuszeichnungChartplatzierungen (Jahr, Titel, Album, Platzierungen, Wochen, Auszeichnungen, Anmerkungen) | Anmerkungen                                       |
| Jahr | Titel Album                                                        | US | Country | Anmerkungen                                       |
| ---- | ------------------------------------------------------------------ | --- | --- | ------------------------------------------------- |
| 2003 | Wild West Show Horse of a Different Color                          | US85 (9 Wo.)US | Country21 (20 Wo.)Country |                                                   |
| 2004 | Save a Horse (Ride a Cowboy) Horse of a Different Color            | US56 ×2Platin (Mastertone) + Doppelplatin · (9 Wo.)US                                                                                    | Country11 (21 Wo.)Country |                                                   |
| 2004 | Holy Water Horse of a Different Color                              | US75 (7 Wo.)US | Country15 (20 Wo.)Country |                                                   |
| 2005 | Big Time Horse of a Different Color                                | — | Country20 (20 Wo.)Country |                                                   |
| 2005 | Comin’ to Your City                                                | US72 (6 Wo.)US | Country21 (20 Wo.)Country |                                                   |
| 2005 | Our America Comin’ to Your City                                    | — | Country44 (2 Wo.)Country | mit Gretchen Wilson & Cowboy Troy                 |
| 2005 | I Play Chicken with the Train                                      | — | Country48 (4 Wo.)Country | mit Cowboy Troy                                   |
| 2006 | Never Mind Me Comin’ to Your City                                  | — | Country34 (17 Wo.)Country |                                                   |
| 2006 | 8th of November Comin’ to Your City                                | US94 (2 Wo.)US | Country18 (20 Wo.)Country |                                                   |
| 2006 | That’s How They Do It in Dixie                                     | — | Country35 (20 Wo.)Country | mit Hank Williams Jr., Gretchen Wilson & Van Zant |
| 2007 | Lost in This Moment Between Raising Hell and Amazing Grace         | US36 Gold · (20 Wo.)US | Country1 (26 Wo.)Country |                                                   |
| 2007 | Between Raising Hell and Amazing Grace                             | — | Country37 (14 Wo.)Country |                                                   |
| 2007 | Loud Between Raising Hell and Amazing Grace                        | — | Country42 (11 Wo.)Country |                                                   |
| 2007 | You Shook Me All Night Long Between Raising Hell and Amazing Grace | — | Country59 (1 Wo.)Country |                                                   |
| 2011 | Fake I.D. Footloose (Soundtrack)                                   | — | Country47 (11 Wo.)Country | feat. Gretchen Wilson                             |
| 2012 | That’s Why I Pray Hillbilly Jedi                                   | US82 (10 Wo.)US | Country16 (18 Wo.)Country |                                                   |
| 2014 | Look at You Gravity                                                | US73 (14 Wo.)US | Country13 (37 Wo.)Country |                                                   |
| 2015 | Run Away with You Hillbilly Jedi                                   | — | Country17 (20 Wo.)Country |                                                   |
| 2016 | Lovin’ Lately Hillbilly Jedi                                       | — | Country19 (32 Wo.)Country | feat. Tim McGraw                                  |
| 2017 | California Did It for the Party                                    | — | Country32 (22 Wo.)Country |                                                   |

### Videoalben
- 2004: Super Galactic Fan Pack (US: Platin)